# Epeolus claripennis
Epeolus claripennis là một loài Hymenoptera trong họ Apidae. Loài này được Friese mô tả khoa học năm 1908.